# Нураки
Нураки (итал. Nurachi) је насеље у Италији у округу Ористано, региону Сардинија.
Према процени из 2011. у насељу је живело 1751 становника. Насеље се налази на надморској висини од 6 м.

## Становништво
Према резултатима пописа становништва 2011. у општини је живело 1.790 становника.
| 1931. | 1936. | 1951. | 1961. | 1971. | 1981. | 1991. | 2001. | 2011. |
| ----- | ----- | ----- | ----- | ----- | ----- | ----- | ----- | ----- |
| 946   | 1.099 | 1.298 | 1.384 | 1.401 | 1.539 | 1.533 | 1.619 | 1.790 |